# Their Greatest Hits: The Record
A The Record című lemez a Bee Gees együttes diszkográfiájának negyvenedik nagylemeze. A lemezen a régi dalokat digitálisan újrakeverték (a Gateway Mastering Stúdióban). A lemez válogatás az 1965-2001 közötti legsikeresebb számokból.
A lemezen szereplő dalokból négy dalt eredetileg másoknak írtak, ezen a lemezen szerepel először az ő előadásukban: Emotion (eredetileg Samantha Sang száma), a Heartbreaker (Dionne Warwick száma), az Immortality (Celine Dion száma) és az Islands In The Stream (Kenny Rogers és Dolly Parton száma)

## Az album dalai
CD1
1. New York Mining Disaster 1941 (Barry és Robin Gibb) – 2:12
2. To Love Somebody (Barry és Robin Gibb) – 3:02
3. Holiday (Barry és Robin Gibb) – 2:55
4. Massachusetts (Barry, Robin és Maurice Gibb) – 2:25
5. World (Barry, Robin és Maurice Gibb) – 3:16
6. Words (Barry, Robin és Maurice Gibb) – 3:17
7. Jumbo (Barry, Robin és Maurice Gibb) – 2:10 (csak az angol kiadáson szerepel)
8. I've Gotta Get a Message to You (Barry, Robin és Maurice Gibb) – 2:52
9. I Started a Joke (Barry, Robin és Maurice Gibb) – 3:09
10. First of May (Barry  és Maurice Gibb) – 2:50
11. Melody Fair (Barry, Robin és Maurice Gibb) – 3:48 (csak a japán kiadáson szerepel)
12. Saved by the Bell (Robin Gibb) – 3:08
13. Don't Forget to Remember (Barry és Maurice Gibb) – 3:29
14. Lonely Days (Barry, Robin és Maurice Gibb) – 3:48
15. How Can You Mend a Broken Heart? (Barry és Robin Gibb) – 3:59
16. My World (Barry, Robin és Maurice Gibb) – 4:23 (csak az angol és japán kiadáson szerepel)
17. Run to Me (Barry, Robin és Maurice Gibb) – 3:13
18. Jive Talkin' (Barry, Robin és Maurice Gibb) – 3:46
19. Nights on Broadway (Barry, Robin és Maurice Gibb) – 4:36
20. Fanny (Be Tender With My Love) (Barry és Maurice Gibb) – 4:04
21. Love So Right (Barry, Robin és Maurice Gibb) – 3:37
22. If I Can't Have You (Barry, Robin és Maurice Gibb) – 3:22
23. Love Me (Barry, Robin és Maurice Gibb) – 4:04
24. You Should Be Dancing (Barry, Robin és Maurice Gibb) – 4:15

CD2
1. Stayin' Alive (Barry, Robin és Maurice Gibb) – 4:47
2. How Deep Is Your Love (Barry, Robin és Maurice Gibb) – 4:03
3. Night Fever (Barry, Robin és Maurice Gibb) – 3:31
4. More Than a Woman (Barry, Robin és Maurice Gibb) – 3:17
5. Emotion (Barry és Robin Gibb) – 4:03
6. Too Much Heaven (Barry, Robin és Maurice Gibb) – 4:57
7. Tragedy (Barry, Robin és Maurice Gibb) – 5:03
8. Love You Inside Out  (Barry, Robin és Maurice Gibb) – 4:11
9. Guilty – 4:24 (Barbara Streisanddal)
10. Heartbreaker (Barry, Robin és Maurice Gibb) – 4:25
11. Islands In The Stream (Barry, Robin és Maurice Gibb) – 4:22
12. You Win Again (Barry, Robin és Maurice Gibb) – 4:03
13. One (Barry, Robin és Maurice Gibb) – 4:57
14. Secret Love (Barry, Robin és Maurice Gibb) – 3:35
15. For Whom the Bell Tolls (Barry, Robin és Maurice Gibb) – 3:58
16. Alone (Barry, Robin és Maurice Gibb) – 4:22
17. Immortality (Barry, Robin és Maurice Gibb) – 4:15
18. This Is Where I Came In (Barry, Robin és Maurice Gibb) – 4:00
19. Spicks & Specks (Barry Gibb) (Barry, Robin és Maurice Gibb) – 2:51

## Their Greatest Hits: 3 Gold(2004)
A válogatás egy háromlemezes változata 2004-ben jelent meg Japánban. Az első két lemez tartalma a Their Greatest Hits: The Record eredeti angol kiadásával megegyező.
Bónusz CD
1. Melody Fair (Barry, Robin és Maurice Gibb) – 3:47
2. She Keeps On Coming   (Barry, Robin és Maurice Gibb) – 3:57
3. Sacred Trust  (Barry, Robin és Maurice Gibb) – 4:53
4. Wedding Day (Barry, Robin és Maurice Gibb) – 4:43
5. Man In The Middle (Barry és Maurice Gibb) – 4:21
6. Deja Vu (Barry, Robin és Maurice Gibb) – 4:19
7. Technicolor Dreams (Barry Gibb) – 3:04
8. Walking On Air (Maurice Gibb) – 4:05
9. Loose Talk Costs Lives (Barry Gibb) – 4:19
10. Embrace (Robin Gibb) – 4:43
11. The Extra Mile (Barry, Robin és Maurice Gibb) – 4:21
12. Voice in the Wilderness (Barry Gibb, Ben Stivers, Steve Rucker, Alan Kendall, Matt Bonelli) – 4:38
13. Closer Than Close (Barry, Robin és Maurice Gibb) – 4:36
14. (Our Love) Don´T Throw It All Away (Barry Gibb, Blue Weaver) – 4:02
15. I Can't See Nobody   (Barry és Robin Gibb) – 3:45
16. And The Sun Will Shine (Barry, Robin és Maurice Gibb) – 3:35
17. Grease (Barry Gibb) (Barry, Robin és Maurice Gibb) – 3:26
18. Immortality (Barry, Robin és Maurice Gibb) – 4:11

## Közreműködők
- Barry Gibb – ének, gitár
- Robin Gibb – ének
- Maurice Gibb – gitár, billentyűs hangszerek, ének
- Barbra Streisand – ének
- Colin Petersen, Steve Rucker, Geoff Bridgford, Dennis Bryon, Clem Cattini, Steve Ferrone, Trevor Murrell – dob
- David Elliott, Stephen Stills, Luis Jardim, David Elliott – ütőhangszerek
- Tim Cansfield, Alan Kendall, Vince Melouney – gitár
- Nathan East, George Perry – basszusgitár
- Jeff Bova – szintetizátor, basszusgitár
- Blue Weaver, Peter John Vettese, Tim Moore, Alan Clark, Robbie Kondor, Joe Lala – billentyűs hangszerek
- Boneroo Horns – rézfúvósok
- Bill Shepherd zenekara Bill Shepherd vezényletével
- Kenny Clayton zenekara Kenny Clayton vezényletével

## A nagylemez megjelenése országonként
- Standard Polydor/Universal 573 6555-7 2001 Rhino 8122 77604-2 2006
- Ausztrália Universal/Polydor 589 449-2 2001
- Brazília Polydor 731458 94000 2 2001
- Amerikai Egyesült Államok Universal/Uptown 589 400 2001
- Egyesült Királyság Universal/Polydor 589 446-2 2001
- Franciaország Universal/Polydor 589 449-2 2001
- Japán Universal UICP-1040/1 2001
- Koreai Köztársaság Polygram DG 8292 2001
- Lengyelország Polydor 731458 94004 3 2001
- Olaszország Universal/Polydor 589 446-2 2001

## Az album dalaiból megjelent kislemezek, EP-k
- Emotion / How Deep Is Your Love / Stayin' Alive / Melody Fair / Night Fever promo Japán Universal SIC-1052 2001
- Heartbreaker / Emotion / Islands in the Stream / Immortality promo Amerikai Egyesült Államok Universal Records UNIR20673-2 2001, Egyesült Királyság Polydor BG5
- Heartbreaker / Emotion / Islands in the Stream / Immortality / Massachusetts / Too Much Heaven / Stayin Alive / Jive Talkin / Nights on Broadway 2 CD promo Spanyolország Spain Polydor 2001
- You Should Be Dancing  promo Egyesült Királyság Polydor 9953 2002
- You Should Be Dancing (Remix maxi – 7'05)/You Should Be Dancing (Dub remix – 5'16) / You Should Be Dancing (Remix single – 3'35) promo Egyesült Királyság  Polydor 0381 2002

## Eladott példányok
A The Record lemezből a világban 5,5 millió példány (ebből az Amerikai Egyesült Államokban 1,3 millió, az Egyesült Királyságban 900 ezer, Brazíliában 250 ezer, Németországban 200 ezer, Ausztráliában 300 ezer, Új-Zélandon 105 ezer) kelt el.

## Number One helyezés a világban
- The Record: Új-Zéland